# Oakley (Wyoming)
Oakley è un census-designated place degli Stati Uniti d'America, situato nella Contea di Lincoln nello stato del Wyoming. Nel censimento del 2000 la popolazione era di 18 abitanti.

## Geografia fisica
Secondo i rilevamenti dell'United States Census Bureau, la località di Oakley si estende su una superficie di 0,2 km², tutti occupati da terre.

## Popolazione
Secondo il censimento del 2000, a Oakley vivevano 18 persone, ed erano presenti 5 gruppi familiari. La densità di popolazione era di 118,9 ab./km². Nel territorio comunale si trovavano 10 unità edificate. Per quanto riguarda la composizione etnica degli abitanti, il 94,44% era bianco e il 5,56% apparteneva ad altre razze. La popolazione di ogni razza ispanica corrispondeva al 5,56% degli abitanti.
Per quanto riguarda la suddivisione della popolazione in fasce d'età, l'11,1% era al di sotto dei 18, il 5,6% fra i 18 e i 24, il 27,8% fra i 25 e i 44, il 38,9% fra i 45 e i 64, mentre infine il 16,7% era al di sopra dei 65 anni di età. L'età media della popolazione era di 48 anni. Per ogni 100 donne residenti vivevano 125,0 uomini.